# Liu Chengzhao
Liu Chengzhao (刘承钊; * 12. August 1900 in Tai’an, Provinz Shandong; † 9. April 1976 in Chengdu) war ein chinesischer Herpetologe.

## Leben
1927 erlangte Liu den Bachelor-Abschluss. 1929 graduierte er an der Yanjing-Universität (heute ein Teil der Universität Peking) zum Master, wo er ein Student von Li Ruqi (1895–1991) und der US-amerikanischen Biologin Alice M. Boring war. Anschließend lehrte er an der Universität Nordostchinas in Shenyang, wo er während der Mandschurei-Krise im Jahr 1931 seine Bibliothek und seine Sammlungen verlor. Mit Borings Hilfe erhielt er einen Zuschuss der Rockefeller Foundation zur Erforschung der Lebensweise und der Verbreitung von Amphibien im Nordosten Chinas. Ab 1932 absolvierte er ein Postgraduiertenstudium an der Cornell University, wo er 1934 unter der Leitung von Albert H. Wright zum Doktor promoviert wurde. Er kehrte nach China zurück, wo er eine Dozententätigkeit an der Soochow-Universität in der Provinz Jiangsu annahm. 1939 wechselte er an die Universität Westchina (华西大学), das heutige Westchinesische Zentrum für Medizin der Sichuan-Universität (四川大学华西医学中心) in Chengdu, kurz bevor die japanischen Truppen in Jiangsu vorrückten. Zum Professor ernannt, war Liu von 1950 bis 1951 Leiter der biologischen Abteilung der Yanjing-Universität. 1951 wurde er Präsident des Sichuan Medical College in Chengdu. Später wurde er in die Chinesische Akademie der Wissenschaften gewählt.
Lius Bibliographie umfasst 55 wissenschaftliche Aufsätze und zwei herpetologische Bücher. Seine erste Schrift veröffentlichte er 1929. Lius Forschungsinteressen galten den chinesischen Amphibien, von denen er über 50 Arten erstbeschrieb. Liu war ein unermüdlicher Amphibiensammler und Feldforscher, der noch mit über 70 Jahren Exkursionen unternahm. Von 1946 bis 1947 arbeitete er am Field Museum of Natural History in Chicago, wo er sein 1950 veröffentlichtes Hauptwerk Amphibians of Western China, vervollständigte. 1961 veröffentlichte er in Zusammenarbeit mit seiner Frau Hu Shuqin, die ebenfalls eine prominente Herpetologin war, das Buch Chinese Tailless Amphibians. Zu den bekanntesten Schülern Lius zählte Zhao Ermi. Liu begründete die größte herpetologische Sammlung Chinas, die heute im Institut für Biologie, Chengdu (成都生物研究所) aufbewahrt wird.

## Dedikationsnamen
Nach Liu sind folgende Taxa benannt:
- Leptobrachium liui (Pope, 1947)
- Ingerana liui (Yang, 1983)
- Liua Zhao & Hu, 1983
- Liuixalus Li, Che, Bain, Zhao & Zhang, 2008
- Leptolalax liui Fei & Ye, In: Fei, Ye & Huang, 1991
- Lycodon liuchengchaoi Zhang, Jiang, Vogel & Rao, 2011
- Plestiodon liui Hikida & Zhao, 1989

## Liste von Lius Erstbeschreibungen
- Amolops daiyunensis
- Amolops granulosus
- Amolops kangtingensis
- Amolops lifanensis
- Amolops loloensis
- Amolops wuyiensis
- Bombina fortinuptialis
- Bombina microdeladigitora
- Bufo cryptotympanicus
- Chaparana quadranus
- Chaparana unculuanus
- Hyla tsinlingensis
- Leptobrachium boringii
- Leptobrachium leishanense
- Leptolalax oshanensis
- Limnonectes fragilis
- Microhyla mixtura
- Oreolalax liangbeiensis
- Oreolalax lichuanensis
- Oreolalax major
- Oreolalax omeimontis
- Oreolalax pingii
- Oreolalax popei
- Oreolalax puxiongensis
- Oreolalax rhodostigmatus
- Oreolalax rugosus
- Oreolalax schmidti
- Paa exilispinosa
- Paa maculosa
- Parapelophryne scalpta
- Rana anlungensis
- Rana chaochiaoensis
- Rana kuangwuensis
- Rana lungshengensis
- Rana margaretae
- Rana nigrolineata
- Rana shuchinae
- Rana versabilis
- Rana weiningensis
- Scutiger brevipes
- Scutiger chintingensis
- Scutiger glandulatus
- Scutiger maculatus
- Scutiger pingwuensis
- Scutiger tuberculatus
- Theloderma kwangsiense
- Xenophrys gigantica
- Xenophrys nankiangensis
- Xenophrys omeimontis
- Xenophrys shapingensis
- Xenophrys spinata